# Drégely megállóhely
Drégely megállóhely egy Nógrád vármegyei vasúti megállóhely Drégelypalánk községben, a MÁV üzemeltetésében. A belterület déli szélén helyezkedik el, közúti elérését csak a falu belső utcái biztosítják.

## Vasútvonalak
A megállóhelyet az alábbi vasútvonalak érintik:
- Vác–Balassagyarmat-vasútvonal

## Kapcsolódó állomások
A megállóhelyhez az alábbi állomások vannak a legközelebb:
- Sáferkút megállóhely (Vác–Balassagyarmat-vasútvonal)
- Drégelypalánk vasútállomás (Vác–Balassagyarmat-vasútvonal)

## Forgalom
| Járat | Útvonal | Gyakoriság |
| ----- | --- | ---------- |
| S750  | Vác – Kisvác – Fenyveshegy – Magyarkút-Verőce – Magyarkút – Szokolya – Berkenye – Nógrád – Diósjenő – Borsosberény – Nagyoroszi – Drégelyvár – Sáferkút – Drégely – Drégelypalánk – Ipolyvece – Dejtár – Ipolyszög – Balassagyarmat | Napi 7 pár |